# Кривцовы
Кривцо́вы (пол. Kriwcowie) — дворянский род.
Иван Кривцов был одним из зодчих, строивших храм Успения в Москве (1471). Родион Кривцов был осадным головой в Новосили (1583), Савва Кривцов — головой в Новосили (1616) и Мценске (1629). Ближайшим родоначальником дворян Кривцовых был болховский городовой дворянин (1629) Осип Григорьевич Кривцов, которого смешивают с посадским человеком гор. Волхова Осипом Кривцовым, подписавшим в 1648 уложение царя Алексея Михайловича. Его сыновья и внуки были дворянами московскими, стольниками и стряпчими.
Николай Иванович Кривцов (умер в 1843) был губернатором в Туле, Воронеже и Нижнем Новгороде; его брат Сергей (умер в 1864) — декабрист 7-й категории.
Род Кривцовых был внесён в VI часть родословной книги Орловской и Тверской губерний. Род Кривцовых роднится с родом Белосельских-Белозерских.

## О Кривцовых
Одним из наиболее ярких представителей рода является Николай Иванович Кривцов (1791—1843) — офицер русской армии, участник Отечественной войны 1812 года, представитель древнего дворянского рода, приятель Александра Сергеевича Пушкина.
Александр Кривцов, отставной генерал-лейтенант, г. Панцерж, жалован 02.01.1839 дипломом на потомственное дворянское достоинство Царства Польского.

### Исследование историка Михаила Осиповича Гершензона
Братьям Николаю, Сергею и Павлу посвящено исследование историка М. О. Гершензона «Братья Кривцовы».

Михаил Осипович Гершензон делает такое описание:

Таков замысел этой книги — рассказать судьбы одной семьи так, чтобы сквозь них стало видимо движение общественно-психологических сил. Я выбрал для такого изображения эпизод из истории того времени и того круга, где совершался коренной перелом в истории русского общества…— М. О. Гершензон. «Декабрист Кривцов», Москва-Берлин 1923 или см. современное издание Гершензон М.О. Братья Кривцовы. — М.: Захаров, 2004. — 240 с. — ISBN 5-8159-0120-0.

## Известные представители
- Кривцов Сава — осадный голова, воевода в Новосиле (1616).
- Кривцов Фёдор Фёдорович — воевода в Устьянских волостях (1619).
- Кривцовы: Семён и Фёдор Фёдоровичи, Осип Григорьевич, Игнатий Прокофьевич — Болховские городовые дворяне (1627—1629).
- Кривцов Савелий Лобанович — мценский городовой дворянин (1627—1629) (ум.1634).
- Кривцов Фёдор — воевода в Василе (1629—1630).
- Кривцов Фёдор — воевода в Тетюшках (1636).
- Кривцов Фёдор Фёдорович — воевода в Мценске (1649).
- Кривцов Фома Осипович — воевода в Воронеже (1664).
- Кривцов Кирилл — воевода в Острогожске (1671).
- Кривцовы: Кузьма Фёдорович, Евдоким Трофимович, Василий Никитич — стряпчие (1692).
- Кривцовы: Фадей Осипович, Истома Денисьев, Кузьма Никитин, Евтифей и Трофим Фёдоровичи — московские дворяне (1679—1692).
- Кривцовы: Марк Никитин, Пётр, Михаил и Иван Фомины, Григорий Кириллович — стольники (1692)[2][3].